# 第1海兵砲兵連隊 (フランス軍)
第1海兵砲兵連隊 （だいいちかいへいほうへいれんたい、1er régiment d'artillerie de marine：1er RAMa）は、エーヌ県ランに駐屯する、第2機甲旅団隷下にあったフランス陸軍の自走砲連隊である。2015年6月30日をもって解隊された。
兵種は砲兵、伝統的区分は海兵隊である。

## 沿革
- 1622年：リシュリュー卿により陸戦担任型海兵隊の原型となる軍隊が組織される。
- 1692年：海兵隊砲兵連隊として編成される。
- 1803年：ナポレオン戦争において欧州各地を転戦する
- 1900年：第1植民地砲兵連隊に改名。
- 1914年：第1次世界大戦に参加。
- 1944年：フランス解放戦に参加。
- 1958年：アルジェリア戦争に参加。第1海兵砲兵連隊に改名。
- 1995年：ユーゴスラビアに小部隊を派遣。
- 2001年：コソボに派遣。
- 2015年：解隊される。

## 最新の部隊編成
- 連隊本部
- 本部管理中隊
- 砲兵情報中隊
- 管理支援中隊（武器・車両・通信の整備など）
- 第1中隊 - AuF1
- 第2中隊 - AuF1
- 第3中隊 - AuF1
- 第4中隊 - AuF1

### 定員
- 連隊の人員構成としては、将兵900名、軍属70名

の、合計約1,000名からなる。
- AuF1が32両、カエサルシステム4門、牽引砲4門、重迫撃砲16門を装備する。

## 主要装備
- GIAT BM92-G1
- FA-MAS
- AA-52
- 12.7mm重機関銃
- AuF1
- カエサル 155mm自走榴弾砲
- TRF1
- RTF1 120mm迫撃砲
- VOA（砲兵観測車）
- PCR（気象レーダー）
- AMX-10 VOA
- VAB
- P4
- TRM 2000
- TRM 10000
- GBC 180